# Potzberg
Der Potzberg ist ein 562 m hoher bewaldeter Berg im Nordpfälzer Bergland (Rheinland-Pfalz).

## Geographie
Der Potzberg ragt im Landkreis Kusel als Teil der sogenannten Pfälzer Kuppeln inmitten des westlichen Teils des Nordpfälzer Berglands empor. Seine relative Höhe und vor allem sein massiges Erscheinungsbild machen den Berg zu einer auffallenden Erhebung in der Westpfalz. Obwohl der Stolzberg (572 m) und der Königsberg (567 m) etwas höher sind, hat der Potzberg den Beinamen „König des Westrichs“ erhalten. Seine Erdschichten stammen aus dem Permokarbon.
Sein Gipfel, auf dem sich der Wildpark Potzberg, der Potzbergturm, ein Bundeswehrturm sowie ein Hotel befinden, gehört zur Gemarkung der Ortsgemeinde Föckelberg. In den Jahren 1964/65 wurde die Straße hinauf zur Kuppe ausgebaut.

## Geschichte
Der Potzberg war im 18. und 19. Jahrhundert ein Bergbauzentrum in der Pfalz (→ Liste von Bergwerken in der Pfalz). Seit den ersten Jahrzehnten des 18. Jahrhunderts bis zum Jahr 1866 wurden Zinnobererze gewonnen. Das Bergbaurevier in dieser zweiten pfälzischen Abbauperiode verteilte sich hauptsächlich auf die Gemarkungen Gimsbach, Rutsweiler am Glan, Mühlbach am Glan und Föckelberg. Die Kurpfalz versprach sich von der Gewinnung des Quecksilbers neue Einnahmequellen. Begonnen wurde am südlichen Potzberg („Alter Potzberg“), ab 1771 verlagerte sich der Schwerpunkt dann auf den viel erzreicheren nördlichen Potzberg.
Der Höhepunkt dürfte in den 1780er Jahren gelegen haben. Aus dieser Zeit stammt eine alte Grubenkarte des kurpfälzischen Bergmeisters Adolph E. Ludolph. Die darauf festgehaltenen Grubennamen zeugen vom christlichen Glauben der Bergleute. Zahlreiche Versuchsgruben, Schurfstollen und sonstige Schürfe kennzeichnen diese Periode. Viele Projekte blieben aber erfolglos und wurden deshalb nach kurzer Zeit wieder eingestellt. Nur wenige Gruben erwiesen sich als rentabel und bestanden über längere Zeit.
Schließlich begann am Potzberg das große Zechensterben. 1795 waren nur noch fünf Gruben in Betrieb, 1850 noch drei, bis der Bergbau 1866 mit Schließung der Grube Dreikönigszug endete. Der fast neun Jahrzehnte betriebene Dreikönigszug war eine der rentabelsten Quecksilbergruben der Pfalz und Deutschlands. Noch heute erinnern im Potzbergwald an die Montangeschichte zahlreiche Oberflächenrelikte wie Mundlöcher, eingefallene Stollen (Pingen), Halden, der Entwässerungsstollen Gelbes Wasser sowie das einstige Bergverwalterhaus in der Bergmannssiedlung Dreikönigszug und die Wohnsiedlung Kellerhäuschen.

## Sehenswürdigkeiten

### Potzbergturm
Der heutige Potzbergturm, der mehrere Vorläufer hatte, wurde in nur 39 Arbeitstagen erbaut. Grundsteinlegung war am 13. Oktober 1951, am 2. Dezember 1951 wurde der letzte Stein an dem 35 m hohen Bauwerk vermauert. Nach dem Einbau von 165 Holzstufen und Podesten zur Plattform des Turmes wurde am 13. Juli 1952 mit etwa 3000 Gästen die Einweihung des Turmes gefeiert. Der Richtspruch endete:

„…Unser Hände Werk’ woll’n Frieden erhalten vor Naturgewalten, Aufruhr und Krieg.“

Ursprünglich vollendete eine 18,5 m hohe Rundfunkantenne auf der Plattform das Bauwerk. Von hier aus wurden bis zum 30. November 1993 die Hörfunkprogramme des damaligen Südwestfunks und bis zum 24. März 1993 des Privatfunks RPR1 ausgestrahlt. Wegen zunehmender Baufälligkeit des Turms mussten die Sendeantennen abgebaut werden. Nachfolger der Sendestelle Potzberg ist der Fernmeldeturm auf dem 520 m hohen Bornberg am Schneeweiderhof bei Eßweiler; er dient dem heutigen Südwestrundfunk.
Der Potzbergturm, der im Eigentum des Landkreises Kusel steht, war seit 2017 geschlossen und wurde für 500.000 Euro saniert. Der Turm wurde am 20. Oktober 2021 wieder für Besucher geöffnet.

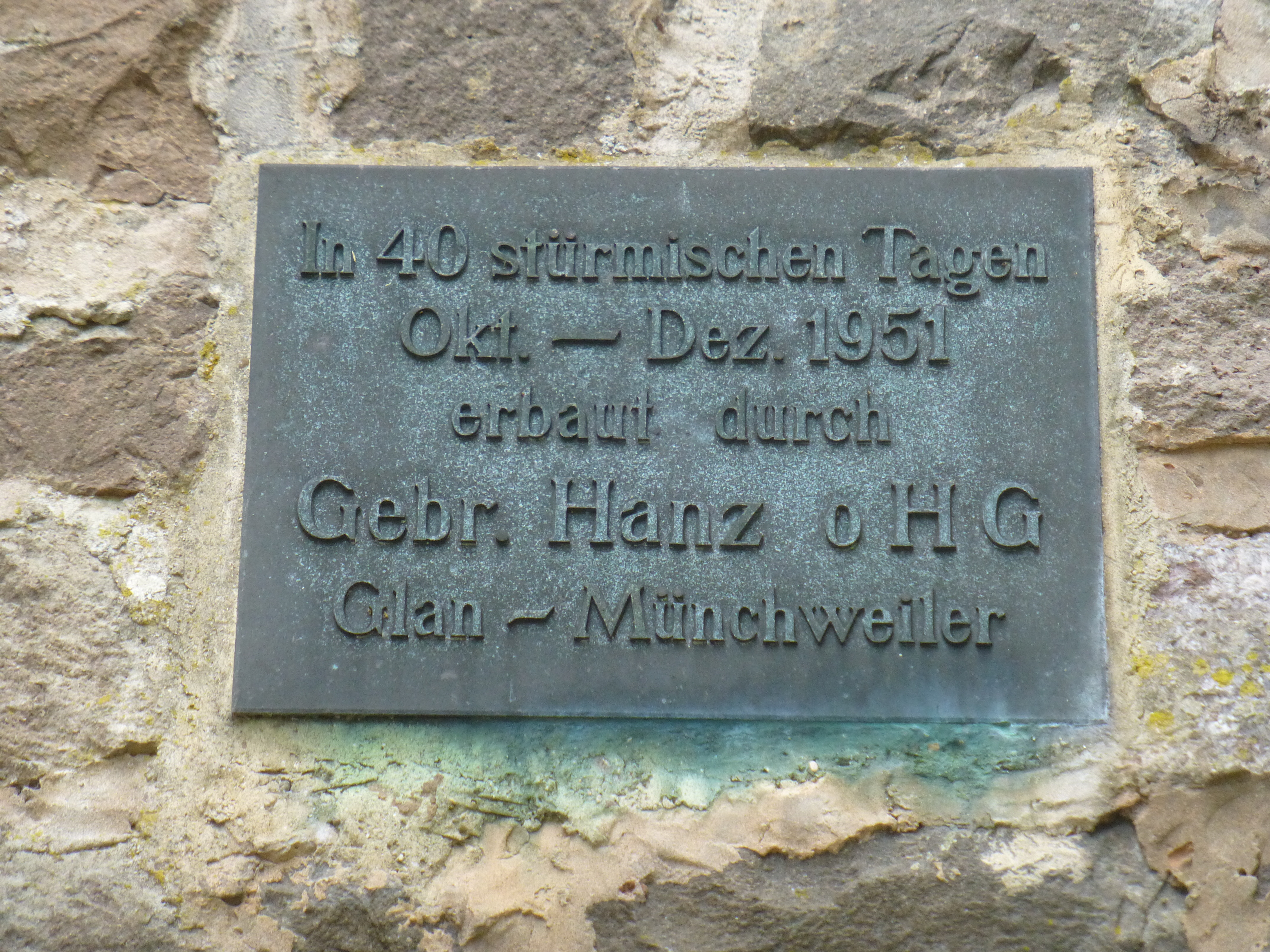
Widmungstafel (1951) am Potzbergturm
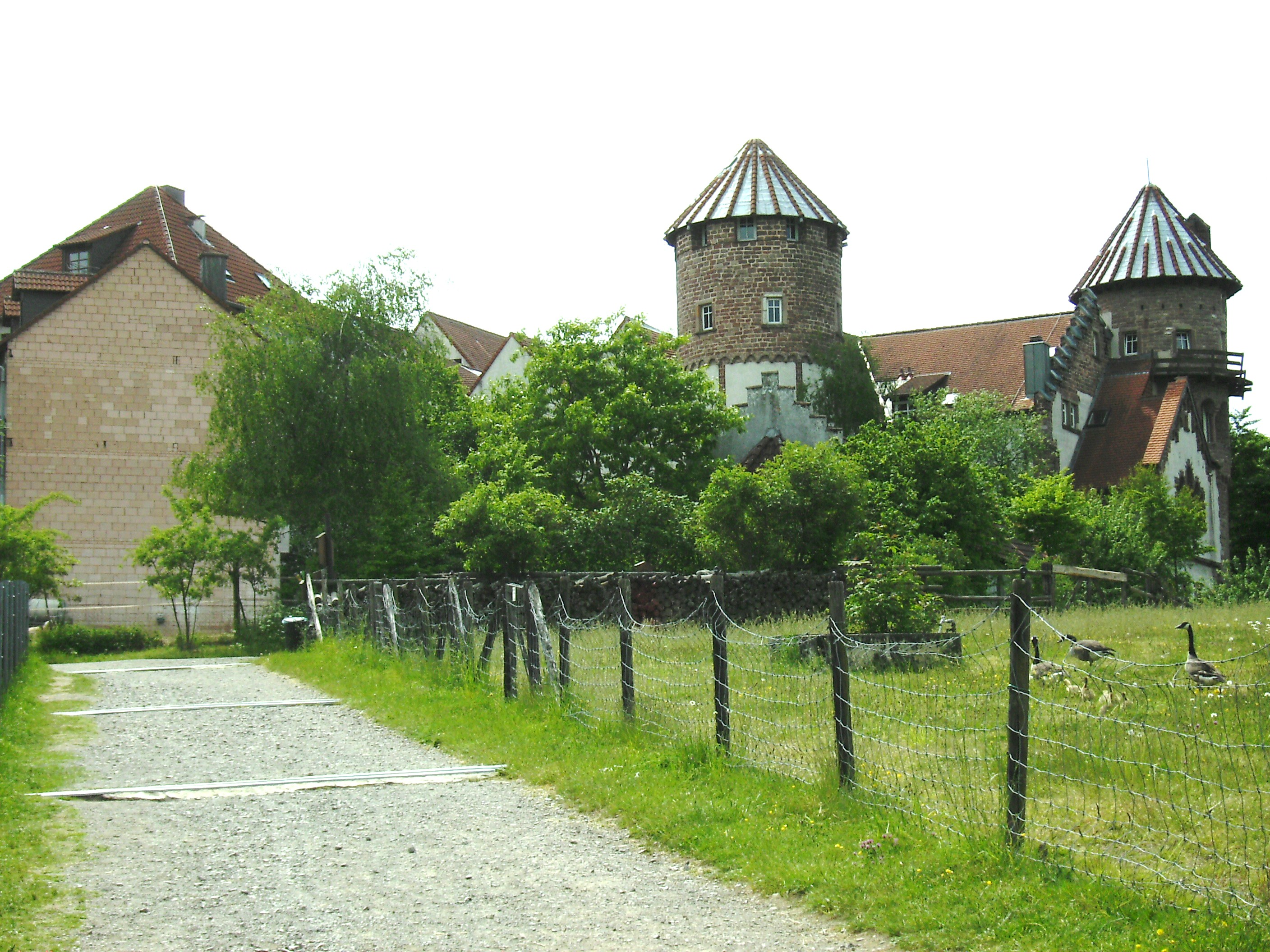
„Burg“ (Südansicht)
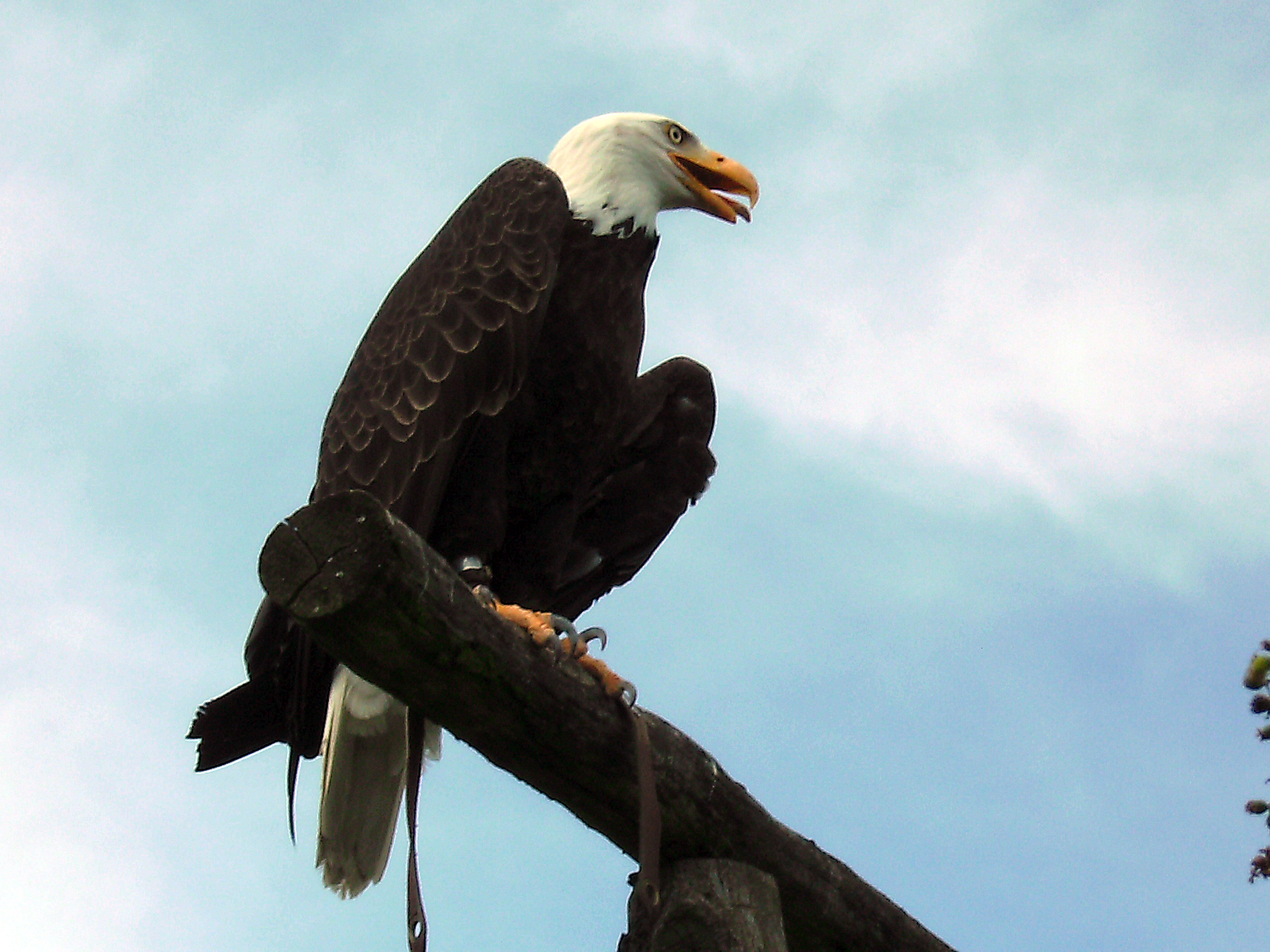
Flugschau im Wildpark

### „Burg“
Auf der Kuppe des Potzbergs liegt ein großes Gebäude, das im Volksmund „Burg“ genannt wird, weil sich seine Bauweise an einer mittelalterlichen Ritterburg orientiert. Allerdings steht es über keiner früheren Ruine, sondern wurde im Laufe zweier Jahrzehnte als Potzberghotel bzw. Turmhotel erbaut. Als Baumaterial wurde der typische Pfälzer Sandstein verwendet. Mittlerweile ist das Hotel geschlossen. 

### Wanderwege und Sehenswürdigkeiten
Der Potzbergverein, der sich die Pflege des Tourismus und Heimatkunde zur Aufgabe gemacht hat, hat sechs Rundwanderwege angelegt. Zu den Sehenswürdigkeiten im Potzbergwald zählen u. a. der Schützenbrunnen, der Dreieckige Stein (ein Grenzstein), der Entwässerungsstollen Gelbes Wasser, die Ottilienquelle, die auch Altenburg genannte Burgruine Deinsberg, das Kellerhäuschen, der Faulenbornbrunnen und die ehemalige Bergbausiedlung Dreikönigszug. Ein Wanderprospekt, der auf dem Potzberggipfel und im Internet erhältlich ist, zeigt die verschiedenen Stationen im Wald an. Nahe dem Wildpark wurde 2019 vom Verein ein Richtungs- und Entferungsbaum mit nationalen und internationalen Zielen aufgestellt. 
Beliebte Einkehrmöglichkeiten am Potzberg sind die Blockhütte des Wildparks Potzberg, die Buchwaldhütte des Pfälzerwald-Vereins Theisbergstegen sowie die Schutzhütte Ottilienquelle (Gemarkung Rutsweiler/Glan) des Fördervereins Ottilienquelle. Die Hütten sind über die Wanderwege erreichbar.

## Sport
Der Potzberglauf mit einer Streckenlänge von 8210 m und 342 m kumulierter Steigung findet alljährlich im November statt und zählt zur pfälzischen Berglaufserie.
Bis 1997 wurde einmal jährlich ein nur für Tourenwagen zugelassenes Bergrennen von Mühlbach auf den Potzberg hinauf veranstaltet. Die Streckenlänge betrug 3,34 km.